# Marco Ferreira
Marco Júlio Castanheira Afonso Alves Ferreira, noto semplicemente come Marco Ferreira (Vimioso, 12 marzo 1978), è un ex calciatore portoghese, di ruolo centrocampista.

## Carriera

### Club
Inizia a giocare nell'Águia Vimioso, poi nel 1996 viene ingaggiato dal Tirsense squadra della Segunda Divisão de Honra. Dopo due brevi esperienze all'estero nel Club Atlético de Madrid B e nello Yokohama Flügels, rientra in patria per unirsi al Paços Ferreira.
Nel 1999 passa al Vitória Setúbal e nel corso della stagione 1999-2000 fa il suo esordio in Primeira Liga. Al termine del campionato il club viene retrocesso ma dopo un solo anno in seconda serie ottiene nuovamente la promozione nel massimo torneo nazionale.
Nel mercato invernale della stagione 2002-2003 viene acquistato dal Porto allenato da José Mourinho. Con la maglia dei Dragões ottiene i principali successi della sua carriera: vince per due volte il campionato, una volta la coppa e la supercoppa nazionale oltre alle affermazioni nella Coppa UEFA 2002-2003, decisiva la sua azione per il gol della vittoria segnato da Derlei, e nella UEFA Champions League 2003-2004, di cui perderà le fasi finali a causa di un infortunio.
La sua esperienza con il club di Porto si conclude con due prestiti, nel 2004-2005 gioca con il Vitória Guimarães mentre nella stagione 2005-2006 veste la maglia del Penafiel.
Rientrato a metà stagione dal prestito, il Porto si accorda col giocatore per una rescissione consensuale del contratto, Ferreira si trasferisce quindi a parametro zero al Benfica con cui conclude l'annata 2005-2006.
Dopo una seconda stagione con poche presenze causa infortuni, nell'estate del 2007 approda in Inghilterra in prestito al Leicester City, club della Football League Championship, ma alla fine dell'anno solare ritorna al Benfica senza aver collezionato nemmeno una presenza ufficiale. La permanenza a Lisbona è breve poiché viene girato in prestito per la stagione successiva al Belenenses.
Nel mese di agosto 2008 si trasferisce in Grecia siglando un contratto biennale con l'Ethnikos Pireo militante nella Beta Ethniki, la seconda divisione nazionale.
Nel 2011 si ritira dal calcio giocato, successivamente si iscrive ad un corso da allenatore.

### Nazionale
Ferreira ha esordito con la maglia della nazionale portoghese il 12 ottobre 2002 nell'amichevole disputata a Lisbona contro la Tunisia. Durante la sua carriera non ha trovato grande spazio in nazionale poiché il suo ruolo era occupato da Luís Figo, in totale ha collezionato tre presenze con la maglia del Portogallo.

## Statistiche

### Cronologia presenze e reti in Nazionale
| Cronologia completa delle presenze e delle reti in nazionale ― Portogallo | Cronologia completa delle presenze e delle reti in nazionale ― Portogallo | Cronologia completa delle presenze e delle reti in nazionale ― Portogallo | Cronologia completa delle presenze e delle reti in nazionale ― Portogallo | Cronologia completa delle presenze e delle reti in nazionale ― Portogallo | Cronologia completa delle presenze e delle reti in nazionale ― Portogallo | Cronologia completa delle presenze e delle reti in nazionale ― Portogallo | Cronologia completa delle presenze e delle reti in nazionale ― Portogallo |
| Data                                                                      | Città                                                                     | In casa                                                                   | Risultato                                                                 | Ospiti                                                                    | Competizione                                                              | Reti                                                                      | Note                                                                      |
| ------------------------------------------------------------------------- | ------------------------------------------------------------------------- | ------------------------------------------------------------------------- | ------------------------------------------------------------------------- | ------------------------------------------------------------------------- | ------------------------------------------------------------------------- | ------------------------------------------------------------------------- | ------------------------------------------------------------------------- |
| 12-10-2002                                                                | Lisbona                                                                   | Portogallo                                                                | 1 – 1                                                                     | Tunisia                                                                   | Amichevole                                                                | -                                                                         | 84’                                                                       |
| 16-10-2002                                                                | Göteborg                                                                  | Svezia                                                                    | 2 – 3                                                                     | Portogallo                                                                | Amichevole                                                                | -                                                                         | 80’                                                                       |
| 20-11-2002                                                                | Braga                                                                     | Portogallo                                                                | 2 – 0                                                                     | Scozia                                                                    | Amichevole                                                                | -                                                                         | 46’                                                                       |
| Totale                                                                    |                                                                           | Presenze                                                                  | 3                                                                         |                                                                           | Reti                                                                      | 0                                                                         |                                                                           |

## Palmarès

### Competizioni nazionali
- Campionato portoghese: 2

Porto: 2003-2004, 2003-2004
- Coppa del Portogallo: 1

Porto: 2003-2004
- Supercoppa di Portogallo: 1

Porto: 2003

### Competizioni internazionali
- Coppa UEFA: 1

Porto: 2002-2003
- UEFA Champions League: 1

Porto: 2003-2004